# Лоїк Григорій Іванович
Лоїк Григорій Іванович (нар. 17 червня 1963, Волиця) — український живописець, графік, художник театру, заслужений художник України (2019), член Національної спілки художників України (1993).

## Життєпис
У 1991 році закінчив Львівський державний інститут прикладного і декоративного мистецтва.
Головний художник Тернопільського академічного обласного українського драматичного театру ім. Т. Г. Шевченка
Персональні виставки
- 1993 — Краєзнавчий музей (Тернопіль)
- 1996 — Галерея ТООНСХУ (Тернопіль)
- 1998 — Центральний будинок художника (Київ)
- 1998 — Мистецька акція «Чотири проекти на український національний прапор» (Тернопіль)
- 2003 — Львівська галерея мистецтв (Львів)
- 2004 — Галерея ВООНСХУ (Луцьк)
- 2004 — Галерея РООНСХУ (Рівне)
- 2009 — Хмельницький обласний художній музей (Хмельницький)

Групові виставки
- 1989 — Краєзнавчий музей (Чернівці)
- 1990 — Галерея WSSP (Вроцлав, Польща)
- 1994 — HIPP-HALLE (Гмунден, Австрія)

Учасник багатьох всеукраїнських та міжнародних виставок.
В Тернопільському академічному драматичному театрі ім. Т. Г. Шевченка та інших театрах України поставив близько 100 вистав, як художник-постановник.

## Нагороди
- Диплом всеукраїнського Фестивалю «Тернопільські театральні вечори» (за виставу «Ромул Великий» Ф. Дюрренматта; 1999),
- Перша премія на міжнародній виставці «Львівський осінній салон „Високий замок 2000“».
- Заслужений художник України (26 березня 2019) — за вагомий особистий внесок у розвиток національної культури і театрального мистецтва, значні творчі здобутки та високу професійну майстерність[1]